# Acervus
Acervus es un género de hongos de la familia Pyronemataceae. Poseen cuerpos fructíferos en forma de taza de hasta 1,5 cm de diámetro, con un himen amarillo a naranja brillante. Los cuerpos fructíferos crecen en el suelo de bosques y entre desechos vegetales. Unas seis especies del género se encontraron en China.